# Agropyron tallonii
Agropyron tallonii är en gräsart som beskrevs av Marc Simonet. Agropyron tallonii ingår i släktet kamveten, och familjen gräs. Inga underarter finns listade i Catalogue of Life.